# Hadestown
Hadestown è il quarto album della cantautrice Anaïs Mitchell pubblicato nel 2010 dalla Righteous Babe Records di Ani DiFranco. Si può considerare una vera e propria folk opera, rivisitazione nella America moderna dell'antico mito di Orfeo ed Euridice.
Alla realizzazione del disco, arrangiato da Michael Chorney e con Ben T. Matchstick come art director, hanno partecipato molti ospiti tra cui la stessa Ani DiFranco, Justin Vernon, Greg Brown.

## Tracce
1. Wedding Song featuring Justin Vernon – 3:18
2. Epic (Part I) featuring Justin Vernon – 2:22
3. Way Down Hadestown featuring Justin Vernon, Ani DiFranco e Ben Knox Miller – 3:33
4. Songbird Intro – 0:24
5. Hey, Little Songbird featuring Greg Brown – 3:09
6. Gone, I'm Gone featuring The Haden Triplets - 1:09
7. When the Chips are Down featuring The Haden Triplets - 2:14
8. Wait for Me featuring Ben Knox Miller e Justin Vernon - 3:06
9. Why We Build the Wall featuring Greg Brown - 4:18
10. Our Lady of the Underground featuring Ani DiFranco - 4:40
11. Flowers (Eurydice's Song) - 3:33
12. Nothing Changes featuring The Haden Triplets - 0:52
13. If it's True featuring Justin Vernon - 3:03
14. Papers (Hades Finds Out) - 1:24
15. How Long? featuring Ani DiFranco e Greg Brown - 3:36
16. Epic (Part II) featuring Justin Vernon - 2:55
17. Lover's Desire - 2:05
18. His Kiss, The Riot featuring Greg Brown - 4:03
19. Doubt Comes In featuring Justin Vernon - 5:32
20. I Raise My Cup to Him featuring Ani DiFranco - 4:32

## Il musical
L'album è stato ampliato dalla Mitchell nell'omonimo musical teatrale debuttato ad Edmonton, in Canada, nel 2016 e che negli anni successivi ha debuttato anche a Londra (2018) e Broadway (2019).